# Мама, я жив (фильм, 1985)
«Мама, я жив» — советский фильм 1985 года режиссёра Игоря Добролюбова.

## Сюжет
Осень 1943 года, Великая Отечественная война. Партизанский лагерь в белорусских болотах. В «лесной школе» лагеря новенький — мальчик Петя Дым, он пропустил два года учёбы, уже забыл, чему учился, и садится за парты с малышнёй. Вскоре школу — старенькую учительницу и десять детей — командование решает отправить на Большую землю, но в месте прибытия самолёта расположилась засада карательного отряда фашистов. Под прикрытием партизан дети с учительницей успевают уйти и прячутся в доме на болотах. Каратели выслеживают школу и сжигают доставленные с Большой земли тетрадки и учебники, забирают одежду и накопанную детьми на минном поле картошку. Каратели оставляют детей живыми, уверенные, что те умрут с голода.
Тем не менее среди детей есть Петя Дым. Он знает этот лес и болота как свои пять пальцев. В 12 лет у него уже два года боевого опыта разведчика партизанского отряда и медаль «За отвагу». Также у мальчика есть оружие — выкопанные вместе с картошкой на поле мины. Кроме того, он одержим целью выполнить «почти боевое» последнее задание погибшего комиссара — сдать автомат и сдать учительнице экзамен за пятый класс.
Название фильма «Мама, я жив» представляет собой надпись для матери, которую Петя Дым, зайдя в разведывательном рейде в родное село, пишет на остатках печи его сожжёной хаты. Пишет, зная, что мать убили немцы.

## В ролях
Дети:
- Женя Кунский — Петя Дым
- Саша Моисеев — Витя Рожновский
- Маргарита Ярошевич — Алёна Шумская
- Игорь Сасункевич — Генка Щерба
- Андрей Соловей — Вадик Лопухин
- Юра Воробей — Бориска

Взрослые:
- Стефания Станюта — Домна Филипповна, учительница «лесной школы» партизанского отряда
- Валерий Филатов — Иван Фомич Драгун, командир партизанского отряда
- Юрий Кухарёнок — Дмитрий, комиссар партизанского отряда
- Геннадий Гарбук — майор Никольский
- Галина Макарова — Казимировна, партизанка
- Александр Беспалый, Александр Аржиловский, Геннадий Давыдько, Анатолий Терпицкий — партизаны
- Валентин Белохвостик — Прокоп Малокурный, белорусский коллаборационист
- Леонид Гривенев — немецкий офицер

## Съёмочная группа
- Автор сценария: Владимир Халип
- Постановка: Игорь Добролюбов
- Оператор-постановщик: Григорий Масальский
- Художник-постановщик: Евгений Ганкин
- Композитор: Валерий Зубков
- Стихи: Михаил Танич
- Звукооператор: Василий Дёмкин
- Государственный симфонический оркестр кинематографии СССР: Дирижёр: М. Нерсесян

## Музыка
В фильме звучат песни «Я живой» («Встречай меня мама, я так торопился…») и «Белоруссия моя» (музыка — В. Зубков, слова — М. Танич) в исполнении Сергея Беликова и Владимира Ивашова.

## Критика
Достоверностью сюжетных коллизий и героев привлекает киноповесть для детей и юношества «Мама, я жив!», поставленная режиссёром И. Добролюбовым по сценарию В. Халипа. Они обратились к фактам истории, ещё не отражённым в художественной кинолетописи. Картина повествует об одной из «лесных школ», в которых в годы оккупации учились дети партизан. Сюжет киноповествования не сложен, кульминация его — охота карателей за детьми и старой учительницей, спасение их партизанами. Правда реальности есть, художественного её открытия недостаёт. Когда совпадают оба «ракурса», явление предстаёт как бы впервые, а произведение приобретает идейно-эстетическую самоценность. К сожалению, такую гармонию экран демонстрирует редко, а потому и запоминающиеся образы на нём отыскать трудно. Особенно, если кино касается времени, не отдалённого от нас десятилетиями.— Журнал «Неман» — орган Союза писателей Белорусской ССР, 1987 год

## Призы
- Приз за лучшее раскрытие темы «Война и дети» на XIX Всесоюзном кинофестивале, 1986, Алма-Ата.[3]